# JOSHIN (アン・ルイスのアルバム)
『JOSHIN』（ジョシン）は、1987年5月21日に発売されたアン・ルイスの14枚目のスタジオ・アルバム。発売元はビクターレコード。規格品番は、LP：SJX-30332。CD：VDR-1374。

## 概要
『遊女』に続く ″女シリーズ″ の第2弾。本作も編曲・キーボード担当の佐藤準とギター担当の北島健二が同行し、通算3度目となるロンドンでのレコーディングが行われた。イギリスのロック・ドラマー、ジミー・コープリー（Jimmy Copley）が全曲のドラムを叩いている。
タイトルの ″JOSHIN″ とは ″女神″ を意味し、アン・ルイス自身が訓読みの ″めがみ″ よりも音読みにした ″じょしん″ という響きを非常に気に入ったことから付けられたもの。
先行シングル「天使よ故郷を見よ」はアルバムヴァージョンで収録された。
CDは1987年の発売以降、長きに亘り廃盤の状態が続いていたが、2007年9月21日におよそ20年ぶりとなる再発売が紙ジャケット仕様で実現され、2013年9月25日にはタワーレコード限定で再発売された。また、2022年3月2日にはMEG-CDの発売が開始されている。

## 収録曲

### LP
| 全編曲: 佐藤準。 |                  |            |              |       |
| #                | タイトル         | 作詞       | 作曲         | 時間  |
| 1.               | 「JOSHIN」       | Annie      | 高橋ヨシロウ | 4:19  |
| 2.               | 「INSANE」       | 柴山俊之   | Annie        | 5:22  |
| 3.               | 「GLASS HEART」  | 湯川れい子 | 高橋ヨシロウ | 4:20  |
| 4.               | 「DO OR DIE」    | Zoe        | Char         | 5:20  |
| 5.               | 「LOVE MACHINE」 | 柴山俊之   | Annie        | 5:17  |
| 合計時間:        | 合計時間:        | 合計時間:  | 合計時間:    | 24:38 |

| #         | タイトル                                        | 作詞         | 作曲         | 時間  |
| --------- | ----------------------------------------------- | ------------ | ------------ | ----- |
| 1.        | 「GUYS AND DOLLS」                              | 柴山俊之     | Annie        | 4:16  |
| 2.        | 「TOKYO BAY BLUES」                             | 湯川れい子   | うじきつよし | 3:49  |
| 3.        | 「HEARTBEAT」                                   | Jonah Pashby | 北島健二     | 4:56  |
| 4.        | 「FOUR SEASONS」                                | 湯川れい子   | うじきつよし | 5:50  |
| 5.        | 「THE REGRET OF ADAM + EVE 〜天使よ故郷を見よ」 | 川村真澄     | 西田昌史     | 6:06  |
| 合計時間: | 合計時間:                                       | 合計時間:    | 合計時間:    | 24:57 |

### CD
| 全編曲: 佐藤準。 |                                                 |              |              |       |
| #                | タイトル                                        | 作詞         | 作曲         | 時間  |
| 1.               | 「JOSHIN」                                      | Annie        | 高橋ヨシロウ | 4:19  |
| 2.               | 「INSANE」                                      | 柴山俊之     | Annie        | 5:22  |
| 3.               | 「GLASS HEART」                                 | 湯川れい子   | 高橋ヨシロウ | 4:20  |
| 4.               | 「DO OR DIE」                                   | Zoe          | Char         | 5:20  |
| 5.               | 「LOVE MACHINE」                                | 柴山俊之     | Annie        | 5:17  |
| 6.               | 「GUYS AND DOLLS」                              | 柴山俊之     | Annie        | 4:16  |
| 7.               | 「TOKYO BAY BLUES」                             | 湯川れい子   | うじきつよし | 3:49  |
| 8.               | 「HEARTBEAT」                                   | Jonah Pashby | 北島健二     | 4:56  |
| 9.               | 「FOUR SEASONS」                                | 湯川れい子   | うじきつよし | 5:50  |
| 10.              | 「THE REGRET OF ADAM + EVE 〜天使よ故郷を見よ」 | 川村真澄     | 西田昌史     | 6:06  |
| 合計時間:        | 合計時間:                                       | 合計時間:    | 合計時間:    | 49:47 |